# トレジャー郡 (モンタナ州)
トレジャー郡（英: Treasure County）は、アメリカ合衆国モンタナ州の南部に位置する郡である。2010年国勢調査での人口は718人であり、2000年の861人から16.6％減少した。モンタナ州の郡では2番目に人口が少なく、面積では4番目に小さい。郡庁所在地はハイシャム（人口312人）であり、同郡で人口最大の自治体でもある。

## 地理
アメリカ合衆国国勢調査局に拠れば、郡域全面積は984平方マイル (2,549 km2)であり、このうち陸地は979平方マイル (2,536 km2)、水域は5平方マイル (13 km2)で水域率は0.53％である。

### 主要高規格道路
- 州間高速道路94号線
- アメリカ国道10号線（旧道）
- モンタナ州道311号線
- モンタナ州道384号線

### 隣接する郡
- ローズバッド郡 - 北、東
- ビッグホーン郡 - 南
- イエローストーン郡 - 西

## 人口動態
以下は2000年国勢調査による人口統計データである。
| 基礎データ - 人口: 861人 - 世帯数: 357 世帯 - 家族数: 242 家族 - 人口密度: 0人/km2（1人/mi2） - 住居数: 422軒 - 住居密度: 0軒/km2（0軒/mi2） 人種別人口構成 - 白人: 96.40% - アフリカン・アメリカン: 0.12% - ネイティブ・アメリカン: 1.63% - アジア人: 0.35% - その他の人種: 0.93% - 混血: 0.58% - ヒスパニック・ラテン系: 1.51% 先祖による構成 - ドイツ系：29.2％ - ノルウェー系：14.4％ - アイルランド系：11.2％ - アメリカ人：9.2％ - イギリス系：5.5％ 年齢別人口構成 - 18歳未満: 27.8% - 18-24歳: 50% - 25-44歳: 23.2% - 45-64歳: 27.3% - 65歳以上: 16.7% - 年齢の中央値: 42歳 - 性比（女性100人あたり男性の人口） - 総人口: 104.0 - 18歳以上: 101.9 | 世帯と家族（対世帯数） - 18歳未満の子供がいる: 30.8% - 結婚・同居している夫婦: 59.1% - 未婚・離婚・死別女性が世帯主: 4.2% - 非家族世帯: 32.2% - 単身世帯: 30.0% - 65歳以上の老人1人暮らし: 15.1% - 平均構成人数 - 世帯: 2.41人 - 家族: 2.98人 収入と家計 - 収入の中央値 - 世帯: 29,830米ドル - 家族: 34,219米ドル - 性別 - 男性: 22,750米ドル - 女性: 17,188米ドル - 人口1人あたり収入: 14,392米ドル - 貧困線以下 - 対人口: 14.7% - 対家族数: 8.5% - 18歳未満: 22.8% - 65歳以上: 11.1% |

## 都市と町

### 町
- ハイシャム

### その他の町
- マイアーズ
- サンダーズ